# 日本人が知りたい数字の謎!ヒミツの数字くん!!
『日本人が知りたい数字の謎!ヒミツの数字くん!!』（にほんじんがしりたいすうじのなぞ ヒミツのすうじくん）は、関西テレビ制作・フジテレビ系列で2011年1月16日に放送された特別番組。MCは八嶋智人と関ジャニ∞の村上信五と内田恭子。

## 概要
本番組は、日常にあふれていて気にもとめていなかったありとあらゆる数字のヒミツをとことん追求する番組。
村上信五がフジテレビ系列の番組のMCを務めるのは本番組で初である。
2011年1月16日（日曜日）16:05 - 17:20（JST。関東地区は『日曜スペシャル』枠）に第1回が放送された。

## コーナー
- 国民が知りたい数字のギモンBEST10[2]
- 言われてみればたしかに気になるスポーツの数字[2]
- 数字で見る男と女のミステリー[2]
- ビックリ仰天！匠の数字[2]

## 出演者
- 村上信五（関ジャニ∞） - MC
- 綾部祐二（ピース）

## 放送内容
- 2011年1月16日
  - ゲスト：古田敦也、柴田理恵、土田晃之、ロッチ、小倉優子

## スタッフ
- ナレーション：銀河万丈、橋本のりこ
- 構成：藤田智信、野口勉
- TD／CAM：中山秀一（KTV）
- SW：大嶋徹
- VE：小野寺毅
- 音声：藤松智哉（KTV）
- 照明：
- 編集：仁部貴史
- 効果：篠田竜作
- 美術プロデューサー：岡﨑忠司（KTV）
- 美術制作：内藤佳奈子
- デザイン：竹中健
- 大道具製作：中山寛之
- 大道具操作：松本達也
- 電飾：渕井猛司
- アクリル装飾：北神窓夏
- モニター／LED：大原勝
- メイク：吉田みわ
- タイトルロゴ：山本
- CG：
- イラスト：ひろぽん
- 写真：ゲッティ
- 監修：
- 美術協力：フジアール
- リサーチ：フォーミュレーション、フルタイム
- 技術協力：共同テレビ
- 協力：フジテレビ、メディアプルポ、SSSystem、ディーレック、東通企画、イングス、麻布プラザ、D-mind.、テレコープ、MOLZA
- 編成：東田元（KTV）
- 宣伝：岡崎真由美（KTV）
- AD：池田和彦・小口馨・友岡伸介（KTV）、土江真紀（ブリッジ）
- ディレクター：伊野勝久（SSSystem）、津田真吾（D-REC）、高山浩児（メディアプルポ）、森脇芳史（東通企画）
- 演出：大竹一輝（KTV）
- プロデューサー：杉浦史明（KTV）
- 制作著作：関西テレビ